# Arado W.2
Dimensions
L'Arado W.2 est un hydravion biplace bimoteur d'école allemand de l'Entre-deux-guerres.
Ressemblant fortement aux premiers appareils dessinés par Ernst Heinkel, le W.2 était un monoplan à aile basse trapézoïdale en bois entoilée. Le fuselage, aménagé en tandem, avec des postes ouverts, était construit en tubes d'acier, également entoilés. L'ensemble reposait sur deux flotteurs en bois, soutenus par une importante mâture. Des moteurs en étoile Siemens Halske Sh.12 de 112 ch, entrainant chacun une hélice bipale, étaient montés au bord d'attaque de l'aile.
Deux exemplaires [D-1412, c/n 38 et D-1544, c/n 48] furent construits en 1927 et mis en service en juin et décembre 1928 respectivement par Deutsche Verkehrsfliegerschule (DVS), l'école de pilotage allemande, dans ses centres de List et Warnemünde.
Le premier fut victime d'un accident en 1935, le second réformé en 1937.